# Внутренний Лондон
Вну́тренний Ло́ндон (англ. Inner London) — объединяющее название нескольких районов Лондона, которые находятся внутри Большого Лондона и окружены Внешним Лондоном.
Внутренний Лондон был официально обозначен в 1965 году в целях статистики, его очертания со временем изменялись.
Внутренний Лондон является самым богатым районом Европы, в котором находится самая дорогая улица Европы. ВВП на душу населения в нём составляет почти 80 000 долларов США, в то время как британский ВВП на душу населения составляет лишь 46 000 долларов США.

## Границы

### Закон об управлении Лондоном от 1963 года
Согласно Закону об управлении Лондоном от 1963 года, к Внутреннему Лондону относятся следующие районы, соответствующие прежнему Лондонскому графству:
- Вестминстер
- Гринвич
- Ислингтон
- Камден
- Кенсингтон и Челси
- Ламбет
- Луишем
- Саутуарк
- Тауэр-Хамлетс
- Уондсуэрт
- Хакни
- Хаммерсмит и Фулем

Не являющийся боро Лондонский Сити не был и частью графства Лондон, однако может быть отнесён к Внутреннему Лондону.
С другой стороны, район Северный Вулидж был частью графства Лондон, но в 1965 году отнесён к внешнему лондонскому району Ньюэм.

### Национальная статистическая служба
Национальная статистическая служба (ONS) определяет Внутренний Лондон по-другому, добавляя Харринги и Ньюэм, но исключая Гринвич. Эта классификация используется также Евростатом в NUTS (2-й уровень).
Согласно ONS, площадь земельного участка Внутреннего Лондона составляет 319 км2 , а население на 2011 год — 3 231 901 человек.